# Kabinet-Brandt I
Het kabinet–Brandt I was het West-Duitse kabinet van 22 oktober 1969 tot 15 december 1972. Het kabinet werd gevormd door de politieke partijen Sozialdemokratische Partei Deutschlands (SPD) en de Freie Demokratische Partei (FDP) na de verkiezing van 1969. Willy Brandt de partijleider van de SPD diende als bondskanselier en Walter Scheel de partijleider van de FDP als vicekanselier en bondsminister van Buitenlandse Zaken. Het was het eerste Duitse centrumlinkse kabinet sinds de oprichting van de Bondsrepubliek in 1949 en het eerste kabinet waarbij de CDU/CSU geen zitting in had.
Bij de Bondsdagverkiezingen van 28 september 1969 leed de CDU van bondskanselier Kurt Georg Kiesinger een klein verlies en bleef de grootste partij en boekte de SPD van vicekanselier Willy Brandt boekte een klein winst. De kleinste regeringspartij, de Beierse CSU van bondsminister van Financiën Franz Josef Strauss behield haar zetelaantal. De oppositiepartij FDP van Walter Scheel, die enkele jaren tevoren gekozen had voor een meer progressieve koers, leed een pijnlijk verlies en haalde maar net de kiesdrempel. Toch was voor de liberalen van Scheel een sleutelpositie weggelegd: CDU/CSU noch de SPD hadden de absolute meerderheid behaald en het was aan de FDP om te kiezen met wie zij wilden regeren. Bondskanselier Kiesinger wilde graag regeren met de FDP, maar partijleider Scheel gaf de voorkeur voor een coalitie met de SPD. Samen zouden de SPD en de FDP een kleine meerderheid bezitten in de Bondsdag van 254 zetels (op 496 zetels). Een coalitie met de CDU/CSU zou op een riante meerderheid kunnen beschikken, maar de positie van de FDP zou binnen zo'n coalitie aanzienlijk zwakker uitpakken. Onderhandelingen tussen SPD en FDP leidden uiteindelijk tot een regeerakkoord en op 21 oktober 1969 werd Willy Brandt gekozen tot bondskanselier. Voor het eerst sinds 1930 had Duitsland weer een sociaaldemocratische regeringsleider. Walter Scheel werd zijn vicekanselier en werd bondsminister van Buitenlandse Zaken.

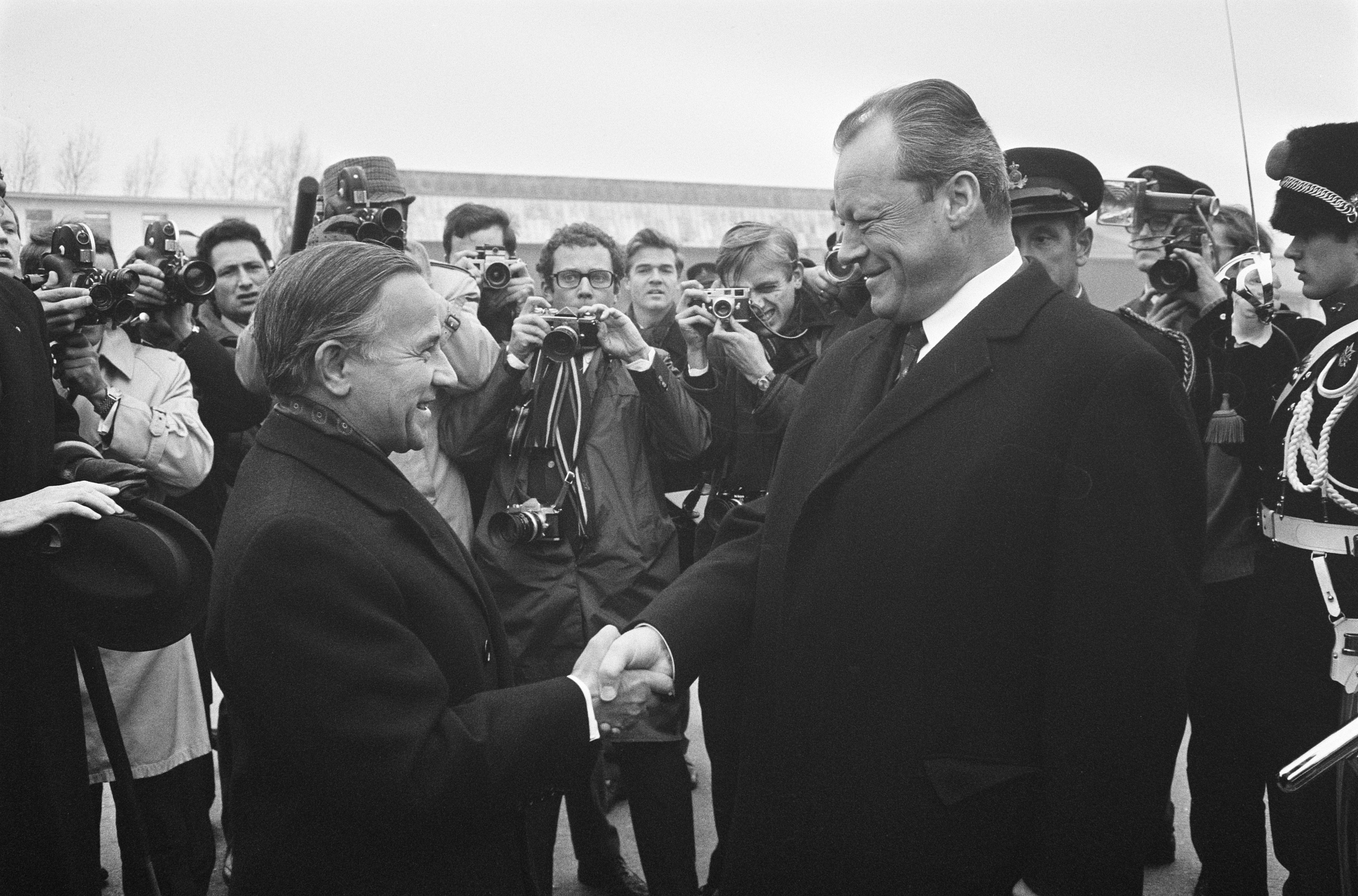
Premier van Nederland Piet de Jong en bondskanselier Willy Brandt op Vliegveld Ypenburg op 1 december 1969.

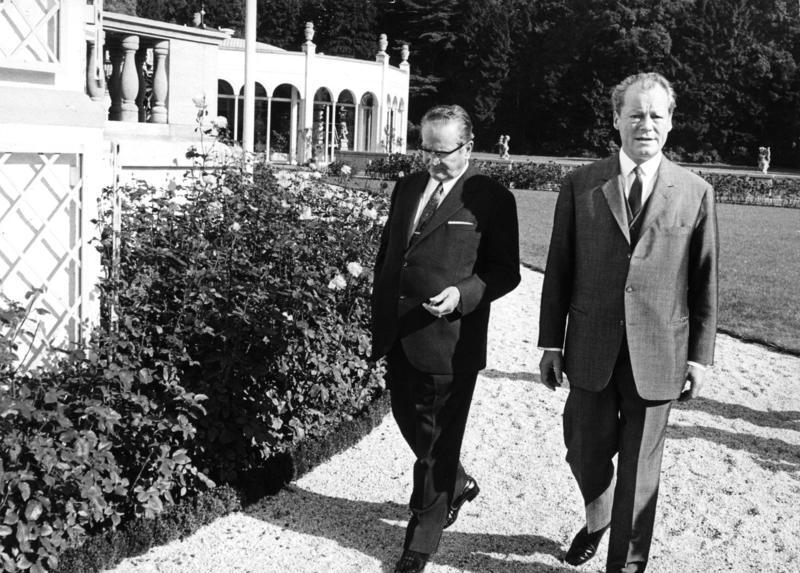
President van Joegoslavië Josip Broz Tito en bondskanselier Willy Brandt in Bonn op 11 oktober 1970.

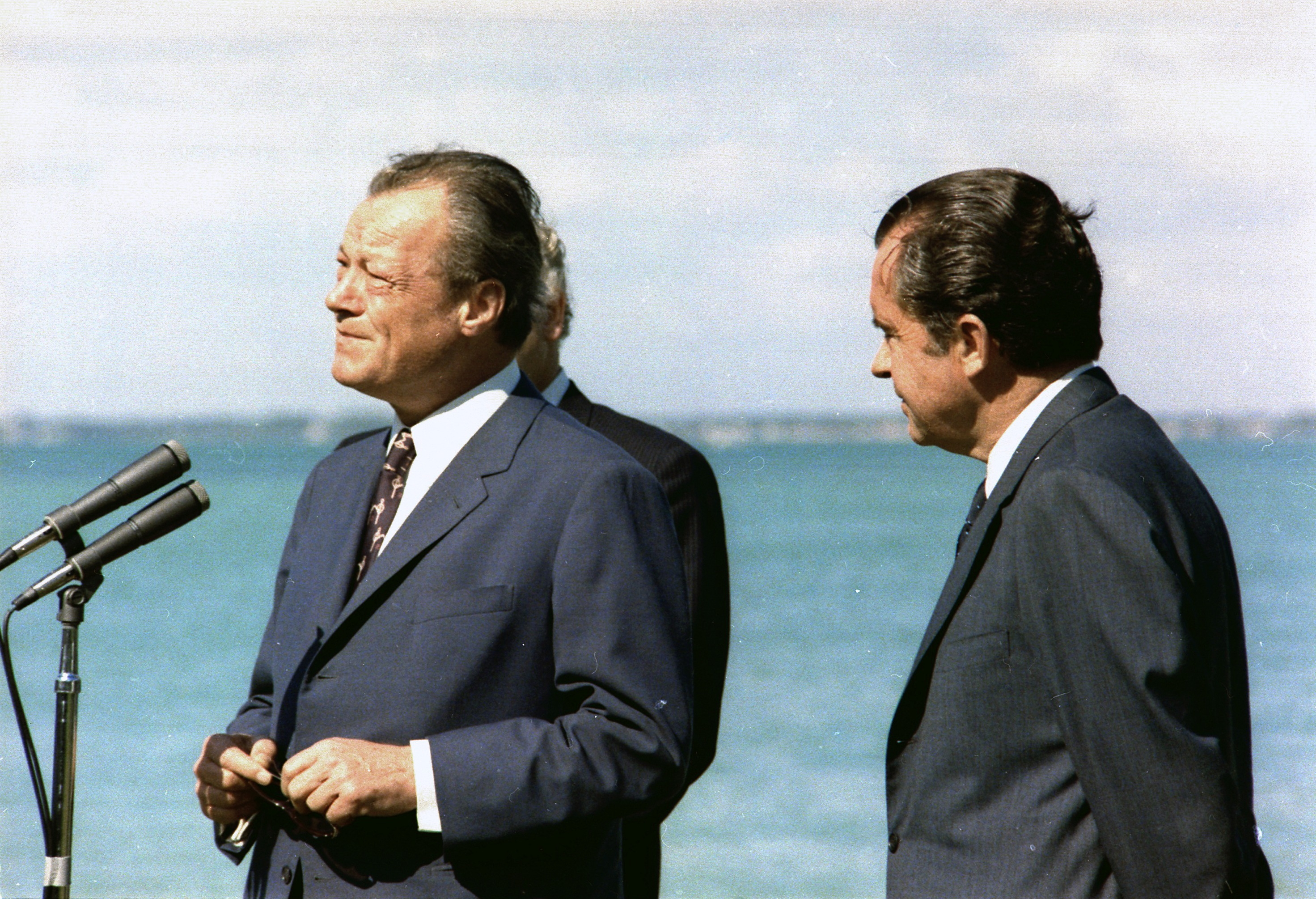
Bondskanselier Willy Brandt en president van de Verenigde Staten Richard Nixon in Key Biscayne op 29 December 1971.

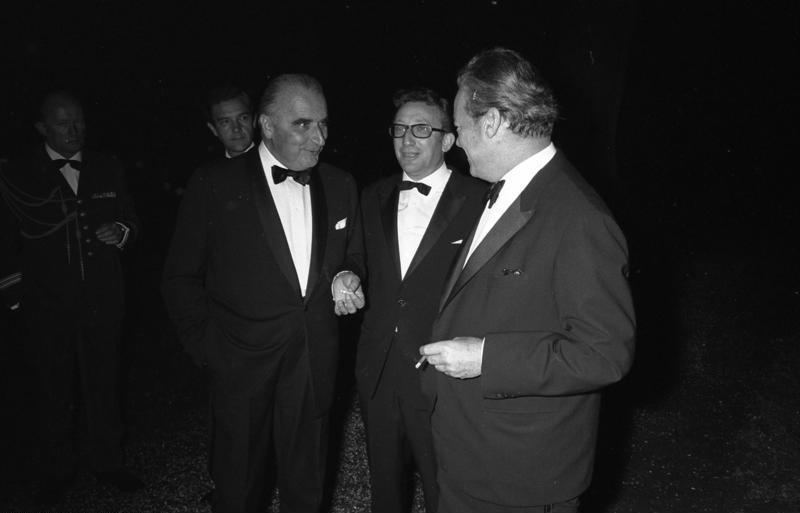
President van Frankrijk Georges Pompidou en bondskanselier Willy Brandt in Keulen op 3 juli 1972.

| Ambtsbekleder                                                             | Ambtsbekleder          | Ambtsbekleder                      | Functie(s)                                                | Ambtstermijn     | Ambtstermijn      | Partij(en) |
| ------------------------------------------------------------------------- | ---------------------- | ---------------------------------- | --------------------------------------------------------- | ---------------- | ----------------- | ---------- |
|                                                                           | Willy Brandt           | Willy Brandt (1913–1992)           | Bondskanselier                                            | 22 oktober 1969  | 7 mei 1974        | SPD        |
|                                                                           | Walter Scheel          | Walter Scheel (1919–2016)          | Vicekanselier                                             | 22 oktober 1969  | 16 mei 1974       | FDP        |
| Bondsminister van Buitenlandse Zaken                                      | Walter Scheel          | Walter Scheel (1919–2016)          |                                                           | 22 oktober 1969  | 16 mei 1974       | FDP        |
|                                                                           | Hans-Dietrich Genscher | Hans-Dietrich Genscher (1927–2016) | Bondsminister van Binnenlandse Zaken                      | 22 oktober 1969  | 16 mei 1974       | FDP        |
|                                                                           | Alex Möller            | Alex Möller (1903–1985)            | Bondsminister van Financiën                               | 22 oktober 1969  | 13 mei 1971       | SPD        |
|                                                                           | Karl Schiller          | Karl Schiller (1911–1994)          | Bondsminister van Financiën                               | 13 mei 1971      | 7 juli 1972       | SPD        |
|                                                                           | Helmut Schmidt         | Helmut Schmidt (1918–2015)         | Bondsminister van Financiën                               | 7 juli 1972      | 16 mei 1974       | SPD        |
|                                                                           | Gerhard Jahn           | Gerhard Jahn (1927–1998)           | Bondsminister van Justitie                                | 22 oktober 1969  | 16 mei 1974       | SPD        |
|                                                                           | Karl Schiller          | Karl Schiller (1911–1994)          | Bondsminister van Economische Zaken                       | 1 december 1966  | 7 juli 1972       | SPD        |
|                                                                           | Helmut Schmidt         | Helmut Schmidt (1918–2015)         | Bondsminister van Economische Zaken                       | 7 juli 1972      | 15 december 1972  | SPD        |
| Bondsminister van Defensie                                                | Helmut Schmidt         | Helmut Schmidt (1918–2015)         | 22 oktober 1969                                           | 7 juli 1972      |                   | SPD        |
| Bondsminister van Defensie                                                |                        | Georg Leber                        | Georg Leber (1920–2012)                                   | 7 juli 1972      | 16 februari 1978  | SPD        |
|                                                                           | Käte Strobel           | Käte Strobel (1907–1996)           | Bondsminister van Volksgezondheid, Jeugd en Familie Zaken | 1 december 1966  | 15 december 1972  | SPD        |
|                                                                           | Walter Arendt          | Walter Arendt (1925–2005)          | Bondsminister van Arbeid en Sociale Zaken                 | 22 oktober 1969  | 14 december 1976  | SPD        |
|                                                                           | Hans Leussink          | Hans Leussink (1912–2008)          | Bondsminister van Onderwijs en Wetenschap                 | 22 oktober 1969  | 15 maart 1972     | O          |
|                                                                           | Klaus von Dohnanyi     | Klaus von Dohnanyi (1928)          | Bondsminister van Onderwijs en Wetenschap                 | 15 maart 1972    | 16 mei 1974       | SPD        |
|                                                                           | Georg Leber            | Georg Leber (1920–2012)            | Bondsminister van Verkeer, Posterijen en Communicatie     | 1 december 1966  | 7 juli 1972       | SPD        |
|                                                                           | Lauritz Lauritzen      | Lauritz Lauritzen (1910–1980)      | Bondsminister van Verkeer, Posterijen en Communicatie     | 7 juli 1972      | 16 mei 1974       | SPD        |
| Bondsminister van Volkshuisvesting, Stedelijke Ontwikkeling en Woningbouw | Lauritz Lauritzen      | Lauritz Lauritzen (1910–1980)      | 1 december 1966                                           | 15 december 1972 |                   | SPD        |
|                                                                           | Josef Ertl             | Josef Ertl (1925–2000)             | Bondsminister van Landbouw, Voedsel en Bosbeheer          | 22 oktober 1969  | 17 september 1982 | FDP        |
|                                                                           | Erhard Eppler          | Erhard Eppler (1926–2019)          | Bondsminister voor Economische Betrekkingen               | 16 oktober 1968  | 8 juli 1974       | SPD        |
|                                                                           | Egon Franke            | Egon Franke (1913–1995)            | Bondsminister voor Oost-Duitse Betrekkingen               | 22 oktober 1969  | 1 oktober 1982    | SPD        |
|                                                                           | Horst Ehmke            | Horst Ehmke (1927–2017)            | Bondsminister zonder portefeuille                         | 22 oktober 1969  | 15 december 1972  | SPD        |
| Chef des Bundeskanzleramts                                                | Horst Ehmke            | Horst Ehmke (1927–2017)            |                                                           | 22 oktober 1969  | 15 december 1972  | SPD        |